# Franco Costanzo
Franco Costanzo (nascut a Río Cuarto, Córdoba el 5 de setembre de 1980) és un exfutbolista professional argentí que jugava com a porter. Es va retirar el 2017 amb el Club Deportivo Universidad Católica, de Xile.